# Michiel Kerbosch
Michiel Emanuel Frederik Kerbosch (Amsterdam, 22 april 1947) is een Nederlands acteur die rollen speelde in films als Doctor Vlimmen en De Lift. Hij volgde zijn opleiding aan Toneelschool Arnhem. Hij is een broer van Roeland Kerbosch.
Naast rollen in films en televisieseries treedt Kerbosch ook regelmatig in theaterstukken op. Hij was (en is) vooral vaak te horen of te zien met Herman van Veen en Frits Lambrechts. Van 1981 tot en met 2005 speelde hij de rol van Wegwijspiet in televisieprogramma's over en rond Sinterklaas, eerst onder Adrie van Oorschot, vanaf 1986 tot en met 2005 onder Bram van der Vlugt.

## Filmografie

### Film
- 1963 - Fietsen naar de maan - Joost
- 1973 - Zwaarmoedige verhalen bij de centrale verwarming - Onbekend
- 1975 - Oorlogswinter - Onbekend
- 1976 - Vandaag of morgen - Onbekend
- 1977 - Hollands Glorie - Stoker Abeltje
- 1977 - Doctor Vlimmen - Jonge Boer
- 1977 - Blindgangers - Onbekend
- 1978 - Een Nacht Zonder Zegen - Onbekend
- 1981 - Rigor Mortis - Onbekend
- 1982 - Sprong naar de liefde - Peter
- 1983 - De Lift - schoonmaker
- 1983 - De droom van Sinterklaas - Piet
- 1985 - De IJssalon - Brammetje
- 1985 - Fien - Onbekend
- 1995 - Hoogvlieger - Onbekend
- 1995 - Pepernoten voor Sinterklaas - Wegwijspiet
- 1998 - Who Am I? - Onbekend
- 1999 - De Nachtvlinder - Onbeknd
- 1998 - Pipo en de Bosbas - Onbekend
- 2006 - Sinterklaas & Pakjesboot 13 - Wegwijspiet
- 2017 - Limburgia - Willie Willems
- 2021 - De Kameleon aan de ketting - politieman Zwart
- 2022 - Met mes - rector
- 2022 - Hotel Sinestra - Oude Jonas
- 2023 - De Bellinga's: Vakantie op stelten - Cees
- 2025 - Fabula - Lei

### Televisie
- 1975 - Amsterdam 700 - Onbekend
- 1977 - Hollands Glorie - stoker Abeltje
- 1977 - Die seltsamen Abenteuer des Herman van Veen - Onbekend
- 1979 - Herman en de Zes - Onbekend
- 1980 - De Beslagen spiegel - Onbekend
- 1980 - Pipo de Clown in West Best - Smokey Spaai
- 1981-2005 - Landelijke Intocht Sinterklaas - Wegwijspiet
- 1982 - Mensen zoals jij en ik - Onbekend
- 1982 - Kijk mij nou - Onbekend
- 1983 - Mensen zoals jij en ik - Onbekend
- 1984 - Willem van Oranje - Lijfwacht
- 1985 - De Kip en het ei - Italiaan
- 1986 - Kijk Mij Nou - Oom Wim[1]
- 1986 - Dossier Verhulst - Klaassie Visscher
- 1987 - Speurtocht naar Vroeger - Onbekend
- 1987-2003 - Sinterklaas in Sesamstraat - Wegwijspiet
- 1988 - Switch - Chauffeur Bennie
- 1988 - De Nacht - Nachtclub eigenaar Gaston Debeyer
- 1988 - Mijn idee - Onbekend
- 1988 - Drie recht, een averecht - Politieagent
- 1989-1992 Spijkerhoek - Mario
- 1993 - Coverstory - Onbekend
- 1994 - Economie in Beeld - Onbekend
- 1994 - De Victorie - Max Kortrijk
- 1994 - De Witte Piet - Wegwijspiet
- 1995 - Wat schuift 't? - Onbekend
- 1997 - Pittige Pepernoten - Wegwijspiet
- 1997 - Vila Achterwerk - Wegwijspiet
- 1998 - Oppassen!!! - Arie
- 1998 - Flodder - Enno
- 1999-2005 - De Club van Sinterklaas - Wegwijspiet
- 2000 - Vila Achterwerk - Wegwijspiet
- 2001 - SNN-TV: Sint Nieuws Netwerk - Wegwijspiet
- 2001-2005 - Sinterklaasjournaal - Wegwijspiet
- 2004 - FF Moeve - Onbekend
- 2018 - Kameleon, de serie - veldwachter Zwart
- 2018 - Dokter Deen - visser
- 2019 - Remy en Juliyat - Opa Jack

#### Gastrollen
- 1985 - De kip en het ei - als Italiaan
- 1986 - Dossier Verhulst - Onbekend
- 1992 - Weekjournaal - Wegwijspiet
- 1994 - De Witte Piet - Wegwijspiet
- 1995 - Toen was geluk heel gewoon - bange man
- 1996 - Josti Band Verrast Sinterklaas - Wegwijspiet
- 1997 - Oppassen!!! - als Arie
- 1997 - Het Feestje Van Sinterklaas - Wegwijspiet
- 1998 - Toen was geluk heel gewoon - schoorsteenveger Mariano
- 1998 - De Keerzijde - Chef
- 1998 - Pipo de Clown - als boef Snuitje
- 1998 en 2000 - Kees & Co als 'Karel Kurk'
- 1998 - Hallo Met Sinterklaas - Wegwijspiet
- 1999 - Flodder - Enno (opgenomen in 1997)
- 1999-2005 - Het Feest Van Sinterklaas - Wegwijspiet
- 2000 - In de Praktijk
- 2000 - Doei - Onbekend
- 2002 - Schiet mij maar lek - agent
- 2003 - Baantjer - meneer van Velsen (afl. De Cock en de moord op de afgeschreven dode)
- 2004 - Sint Super Swingstar - Wegwijspiet
- 2005 - Stuif Es Sint - Wegwijspiet
- 2005 - RTL Boulevard - Wegwijspiet
- 2008 - SpangaS - als Adriaan
- 2009 - New Kids on the Block - officier in functie
- 2010 - Verborgen Verhalen Aflevering Saus - als kok
- 2013 - Malaika - als Werner Geurts
- 2016 - Dokter Tinus - als alcohol minnende pastoor
- 2019 - Pietentube - stem Wegwijspiet
- 2021 - De regels van Floor - meester

## Teken en Animatiefilms
- Alfred Jodocus Kwak (1989-1991) - Pierrot de clown
- Het Bureau
- Gnoufs (Op Nickelodeon)
- Super Robot Monkey Team Hyperforce Go!(2004-2006) - Johnny Sunspot

## Theater
- Woyzeck (1971-1972)
- Wachten op godot (1971-1972)
- Spel der vergissingen (1971-1972)
- Michiel de fluiter (1971-1972)
- Het Verborgen Leven Van Jezus (1971-1972)
- Jij met je wolken (1972-1973)
- De Broek (1974-1975)
- Jukebox 2008 toneelstuk van Herman van Veen (1976)
- Ik Zou Maar Een Tegenstander Hebben (1977-1978)
- De kamerrevue (1977-1978)
- U Kunt Beter School Gaan (1977-1978)
- Schakels (1980-1981)
- Sint Nicolaas Feest (1981)
- De Jantjes (1982-1983)
- Koppen Dicht (1983-1984)
- Memoires van een Benjamin (1984-1985)
- Pip (1986-1987)
- De Eenling (1986-1987)
- Brief Encounter (1987-1988)
- Gedeelde liefde, halve liefde (1988-1989)
- Muizen en Mensen (1989)
- Amadeus (1990-1991)
- Tortilla flat (1991)
- De wijze kater (1991-1992)
- Zaal 6 (1992-1993)
- De groene vogel (1993-1994)
- De Hemel Boven Sarajevo (1994)
- Rood paleis (1995)
- Langs lijnen der geleidelijkheid (1995)
- Het portret (1995)
- De 12 gezworenen (1996-1997)
- Play Strindberg (1997)
- Robin Hood (Jeugdtheater Hofplein, 1997-1998)
- Het Feest Van Sinterklaas (1999-2005)
- Romeo & Julia (2000)
- The Mousetrap (2000-2001)
- Potasch & Perlemoer (2001-2002)
- Jesus My Boy (2002)
- Incident in Vichy (2005)
- Daksuprise Voor Sinterklaas (2005-2006)
- Tien Kleine Negertjes (2005)
- Diagnose Mata Hari (2007)
- Vleuglam (2008)
- Een Dag in September (2009)
- Hagedissenhuid (2010)
- De Enstra Tapes (2011)
- De Dood Van Het Meisje (2014)
- Sinterklaas Theater (2015)
- De Magische Kist (2015)
- Matthaus Passion (2016-2017)
- De Achterkant Van (2019)

## Regisseur
Naast acteur is Michiel Kerbosch ook sinds enkele jaren actief als regisseur bij (amateur)gezelschappen waaronder OOG Waalwijk.